# Blanka Anglická
Blanka Anglická (jaro 1392, Peterborough – 22. května 1409, Haguenau), známá také jako Blanka z Lancasteru, byla členkou rodu Lancasterů a dcerou anglického krále Jindřicha IV. a jeho první manželky Marie de Bohun.

## Rodina
Blanka se narodila na hradě Peterborough v Cambridgeshire jako šesté ze sedmi dětí Jindřicha z Lancasteru a jeho první manželky Marie de Bohun. V době jejího narození byl její otec pouze hrabětem z Derby a díky sňatku také hrabětem z Northamptonu a Herefordu. Jako jediný syn Jana z Gentu a Blanky z Lancasteru byl dědicem lancasterského vévodství. Blanka dostala jméno právě po této své babičce z otcovy strany.
Blančina matka zemřela 4. června 1394 na hradě Peterborough po porodu svého posledního dítěte, dcery Filipy. O pět let později, 13. října, Blančin otec sesadil svého bratrance Richarda II. a zmocnil se trůnu. O tři roky později, v roce 1402, se otec znovu oženil s Janou, dcerou krále Karla II. Navarrského a vdovou po vévodovi Janovi V. Bretaňském. Jindřich s Janou neměl žádné potomky.

## Manželství

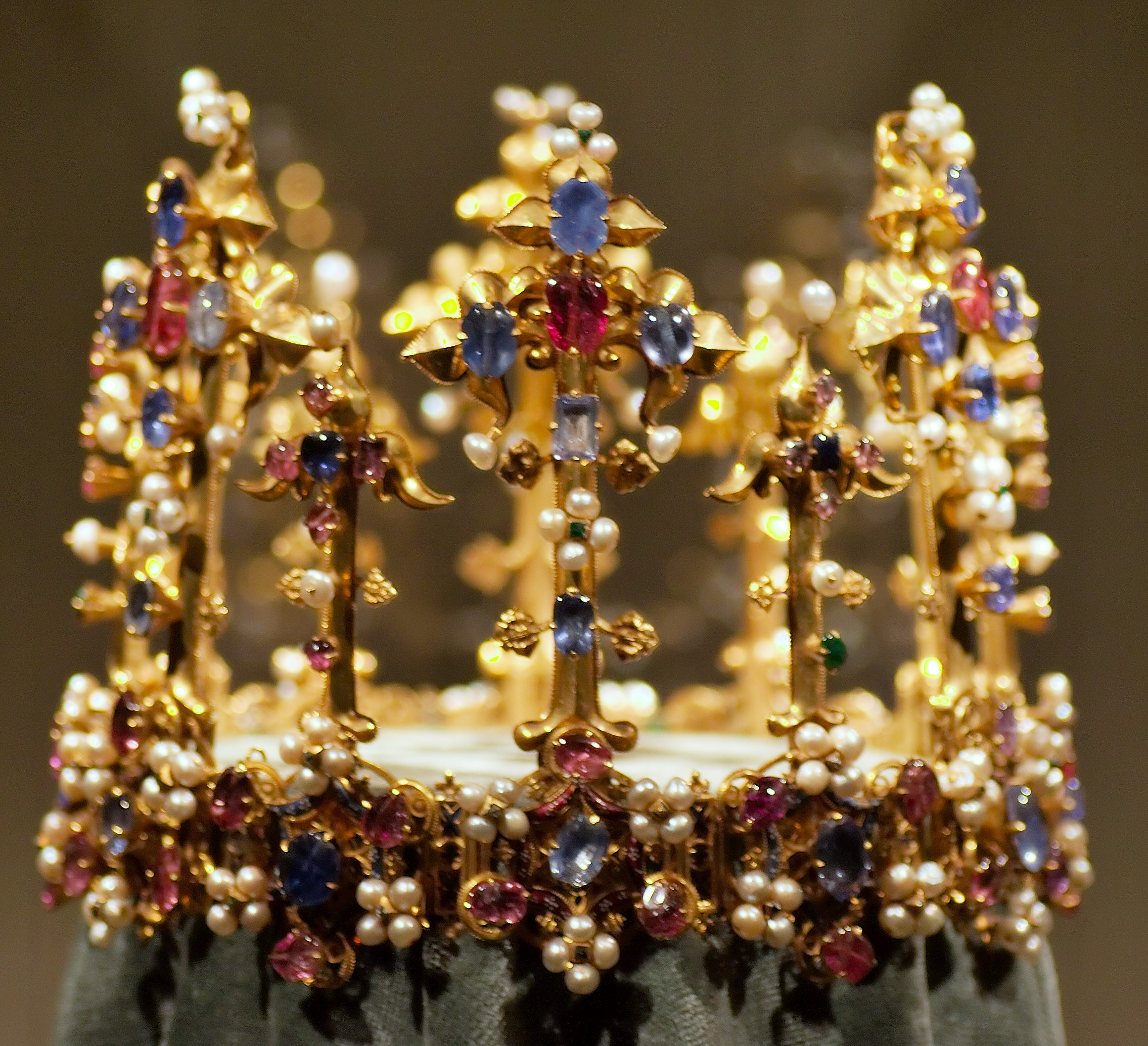
Koruna princezny Blanky

Po nástupu na anglický trůn chtěl král Jindřich IV. vytvořit vlivné aliance k udržení a legitimizaci své vlády. Jedním potřebným spojencem byl německý král Ruprecht, který se také ujal vlády po sesazení svého předchůdce. Brzy byl domluven sňatek mezi Ruprechtovým nejstarším synem Ludvíkem a Jindřichovou nejstarší dcerou Blankou.
Manželská smlouva byla podepsána 7. března 1401 v Londýně. Nevěstino věno bylo stanoveno na 40 000 nobelnů. Sňatek mezi Blankou a Ludvíkem byl uzavřen o rok později, 6. července 1402 v německé katedrále svatého Petra v Kolíně nad Rýnem. Blančino věno zahrnovalo také nejstarší známou anglickou královskou korunu. Navzdory politickým důvodům, které vedly k uzavření manželství, byl svazek šťastný. O čtyři roky později, 22. června 1406, porodila Blanka v Heidelbergu syna, který po dědečkovi dostal jméno Ruprecht.
V roce 1408 obdržela Blanka podvazkový řád. O rok později během druhého těhotenství v Haguenau v Alsasku zemřela na horečku. Byla pohřbena v kostele Panny Marie v Neustadtu.
Ovdovělý Ludvík se stal po smrti svého otce, krále Ruprechta, v roce 1410 falckým furfiřtem a v roce 1417 se znovu oženil, a to s Matyldou, dcerou Amadea Savojského, která mu porodila pět dětí. Blančin syn Ruprecht (přezdívaný Anglický) zemřel v roce 1426 svobodný a bezdětný.

## Vývod z předků
|                 |                                                |  |                                         |                                               |  |  |  |  |  |  |  | Eduard II. |
|                 |                                                |  |                                         |                                               |  |  |  |  |  |  |  |            |
|                 | Eduard III.                                    |  |                                         |                                               |  |  |  |  |  |  |  |            |
|                 |                                                |  |                                         |                                               |  |  |  |  |  |  |  |            |
|                 |                                                |  |                                         | Izabela Francouzská                           |  |  |  |  |  |  |  |            |
|                 |                                                |  |                                         |                                               |  |  |  |  |  |  |  |            |
|                 | Jan z Gentu                                    |  |                                         |                                               |  |  |  |  |  |  |  |            |
|                 |                                                |  |                                         |                                               |  |  |  |  |  |  |  |            |
|                 |                                                |  |                                         | Vilém III. Holandský                          |  |  |  |  |  |  |  |            |
|                 |                                                |  |                                         |                                               |  |  |  |  |  |  |  |            |
|                 | Filipa z Hainault                              |  |                                         |                                               |  |  |  |  |  |  |  |            |
|                 |                                                |  |                                         |                                               |  |  |  |  |  |  |  |            |
|                 |                                                |  |                                         | Johana z Valois                               |  |  |  |  |  |  |  |            |
|                 |                                                |  |                                         |                                               |  |  |  |  |  |  |  |            |
|                 | Jindřich IV. Anglický                          |  |                                         |                                               |  |  |  |  |  |  |  |            |
|                 |                                                |  |                                         |                                               |  |  |  |  |  |  |  |            |
|                 |                                                |  |                                         | Jindřich z Lancasteru                         |  |  |  |  |  |  |  |            |
|                 |                                                |  |                                         |                                               |  |  |  |  |  |  |  |            |
|                 | Jindřich z Grosmontu                           |  |                                         |                                               |  |  |  |  |  |  |  |            |
|                 |                                                |  |                                         |                                               |  |  |  |  |  |  |  |            |
|                 |                                                |  |                                         | Maud Chaworthová                              |  |  |  |  |  |  |  |            |
|                 |                                                |  |                                         |                                               |  |  |  |  |  |  |  |            |
|                 | Blanka z Lancasteru                            |  |                                         |                                               |  |  |  |  |  |  |  |            |
|                 |                                                |  |                                         |                                               |  |  |  |  |  |  |  |            |
|                 |                                                |  |                                         | Jindřich Beaumont                             |  |  |  |  |  |  |  |            |
|                 |                                                |  |                                         |                                               |  |  |  |  |  |  |  |            |
|                 | Isabela z Beaumontu                            |  |                                         |                                               |  |  |  |  |  |  |  |            |
|                 |                                                |  |                                         |                                               |  |  |  |  |  |  |  |            |
|                 |                                                |  |                                         | Alice Comynová, hraběnka z Buchanu            |  |  |  |  |  |  |  |            |
|                 |                                                |  |                                         |                                               |  |  |  |  |  |  |  |            |
| Blanka Anglická |                                                |  |                                         |                                               |  |  |  |  |  |  |  |            |
|                 |                                                |  |                                         |                                               |  |  |  |  |  |  |  |            |
|                 |                                                |  | Humphrey de Bohun, 4. hrabě z Herefordu |                                               |  |  |  |  |  |  |  |            |
|                 |                                                |  |                                         |                                               |  |  |  |  |  |  |  |            |
|                 | Vilém de Bohun, 1. hrabě z Northamptonu        |  |                                         |                                               |  |  |  |  |  |  |  |            |
|                 |                                                |  |                                         |                                               |  |  |  |  |  |  |  |            |
|                 |                                                |  |                                         | Alžběta Anglická                              |  |  |  |  |  |  |  |            |
|                 |                                                |  |                                         |                                               |  |  |  |  |  |  |  |            |
|                 | Humphrey de Bohun, 7. hrabě z Herefordu        |  |                                         |                                               |  |  |  |  |  |  |  |            |
|                 |                                                |  |                                         |                                               |  |  |  |  |  |  |  |            |
|                 |                                                |  |                                         | Bartoloměj de Badlesmere, 1. baron Badlesmere |  |  |  |  |  |  |  |            |
|                 |                                                |  |                                         |                                               |  |  |  |  |  |  |  |            |
|                 | Alžběta de Badlesmere, hraběnka z Northamptonu |  |                                         |                                               |  |  |  |  |  |  |  |            |
|                 |                                                |  |                                         |                                               |  |  |  |  |  |  |  |            |
|                 |                                                |  |                                         | Markéta de Clare, baronka Badlesmere          |  |  |  |  |  |  |  |            |
|                 |                                                |  |                                         |                                               |  |  |  |  |  |  |  |            |
|                 | Marie de Bohun                                 |  |                                         |                                               |  |  |  |  |  |  |  |            |
|                 |                                                |  |                                         |                                               |  |  |  |  |  |  |  |            |
|                 |                                                |  |                                         | Edmund FitzAlan, 9. hrabě z Arundelu          |  |  |  |  |  |  |  |            |
|                 |                                                |  |                                         |                                               |  |  |  |  |  |  |  |            |
|                 | Richard FitzAlan, 10. hrabě z Arundelu         |  |                                         |                                               |  |  |  |  |  |  |  |            |
|                 |                                                |  |                                         |                                               |  |  |  |  |  |  |  |            |
|                 |                                                |  |                                         | Alice de Warenne                              |  |  |  |  |  |  |  |            |
|                 |                                                |  |                                         |                                               |  |  |  |  |  |  |  |            |
|                 | Jana FitzAlanová, hraběnka z Herefordu         |  |                                         |                                               |  |  |  |  |  |  |  |            |
|                 |                                                |  |                                         |                                               |  |  |  |  |  |  |  |            |
|                 |                                                |  |                                         | Jindřich z Lancasteru                         |  |  |  |  |  |  |  |            |
|                 |                                                |  |                                         |                                               |  |  |  |  |  |  |  |            |
|                 | Eleonora z Lancasteru                          |  |                                         |                                               |  |  |  |  |  |  |  |            |
|                 |                                                |  |                                         |                                               |  |  |  |  |  |  |  |            |
|                 |                                                |  |                                         | Maud Chaworthová                              |  |  |  |  |  |  |  |            |
|                 |                                                |  |                                         |                                               |  |  |  |  |  |  |  |            |